# Rừng thế mạng
Rừng thế mạng (Tiếng Anh: Survive), hay còn được biết đến với tên cũ Tà Năng - Phan Dũng, là một bộ phim điện ảnh Việt Nam ra mắt năm 2021 thuộc thể loại kinh dị – phiêu lưu — chính kịch do Trần Hữu Tấn đạo diễn kiêm biên kịch và Hoàng Quân sản xuất, lấy cảm hứng từ những sự cố tai nạn có thật từng xảy ra tại cung đường Tà Năng – Phan Dũng, đồng thời khai thác các yếu tố tâm linh và tin đồn được lan truyền rộng rãi xoay quanh địa điểm này. Phim có sự tham gia diễn xuất của các diễn viên như Huỳnh Thanh Trực, Trần Phong, Thùy Anh, Thùy Dương, Nguyễn Phước Lộc, Lê Quang Vinh.
Rừng thế mạng là phim điện ảnh Việt Nam đầu tiên về chủ đề sinh tồn và cũng là phim điện ảnh Việt Nam đầu tiên khởi chiếu sau đợt giãn cách lịch sử năm 2021.

## Nội dung
Phim lấy bối cảnh tại Tà Năng - Phan Dũng, địa điểm nằm ở ba tỉnh Lâm Đồng, Ninh Thuận và Bình Thuận, được nhiều người tìm đến đi phượt. Trong một chuyến đi, phượt thủ Kiên bị lạc đoàn, phải đơn độc trải qua cuộc chiến sinh tồn giữa rừng. Anh đối mặt với cơn đói, vết thương và những nguy hiểm từ thiên nhiên.

## Diễn viên
- Huỳnh Thanh Trực vai Kiên:
Đây là vai chính điện ảnh đầu tiên của diễn viên sinh năm 1995. Anh giảm 5 kg để ngoại hình phù hợp nhân vật lạc trong rừng. Thanh Trực tự diễn cảnh ăn ếch sống và một số cảnh nhảy thác trong khi mang ba lô nặng 15 kg.[3]
- Trần Phong vai Bách:
Bạn thân của Kiên, cùng anh và nhóm bạn phượt ở Tà Năng - Phan Dũng. Nhóm nảy sinh nhiều vấn đề trong hành trình ở cung đường nguy hiểm.[4]
- Thùy Anh vai Khanh:
Cô gái thuộc nhóm bạn đi phượt, tính cách vui vẻ, cố kết nối các thành viên với nhau, tạo không khí lạc quan.[5]
- Thùy Dương vai Ngọc
- Nguyễn Phước Lộc vai Phước
- Lê Quang Vinh vai Hoàng
- Hữu Châu vai bố của Kiên
- Bích Hằng vai mẹ của Kiên
- Kiều Trinh vai mẹ của Bách

## Sản xuất

### Ghi hình
Đây là dự án điện ảnh thứ hai của đạo diễn Trần Hữu Tấn và nhà sản xuất Hoàng Quân, sau Bắc kim thang (2019). Bộ phim được ghi hình trong 36 ngày, từ tháng 2 đến tháng 4 năm 2020, tại khu vực Tà Năng – Phan Dũng. Do địa hình hiểm trở, ê-kíp đã phải sử dụng đến xe công nông và các phương tiện chuyên dụng để vận chuyển các thiết bị đến địa điểm quay. Phần lớn các thành viên ê-kíp đã phải dựng lều lưu trú trong rừng suốt thời gian ghi hình. Quá trình quay phim cũng hoàn thành ngay trước khi Việt Nam thực hiện giãn cách toàn xã hội do đại dịch COVID-19 vào tháng 4 năm 2020.

### Âm nhạc
Ca khúc chủ đề của phim là bản rap Mười năm do Đen, Ngọc Linh thể hiện. Bản phối trong phim được hòa âm bởi Seth Tsui, một nhạc sĩ hoạt động ở Bắc Kinh, và được chơi bởi dàn nhạc giao hưởng từ Bulgaria. Đạo diễn Trần Hữu Tấn cho biết chọn bài này vì tìm thấy sự đồng điệu trong giai điệu, ca từ, nhất là câu "Có người đến, có người đi và có người ở lại” hợp với câu chuyện sinh tồn của phim.

## Phát hành

### Quảng bá
Phim gây tranh cãi khi công bố áp phích đầu tiên vào tháng 4 năm 2020, với hình ảnh vùng Tà Năng - Phan Dũng cùng dòng chữ "Đừng tách đoàn" và "Dựa trên những sự kiện có thật". Trên mạng xã hội, một số người cho rằng phim gợi nhớ tai nạn của các phượt thủ ở cung đường này. Nhà sản xuất Hoàng Quân giải thích tác phẩm không phải phim tiểu sử, chỉ lấy cảm hứng từ chuyện có thật chứ không tái hiện tai nạn của người quá cố.
Lần lượt từ tháng 5 đến tháng 7 năm 2020, hãng phim đã giới thiệu những đoạn giới thiệu (teaser) của tác phẩm. Trong cùng tháng, một áp phích khác của bộ phim được công bố với nội dung về một vụ tìm kiếm phượt thủ mất tích. Áp phích chính thức của phim được giới thiệu và công bố vào tháng 3 năm 2021. Cuối cùng, đoạn giới thiệu chính thức của phim được công bố vào tháng 11 năm 2021.

### Công chiếu
Ban đầu, bộ phim có tên là Tà Năng - Phan Dũng và được dự kiến ra mắt vào ngày 16 tháng 10 năm 2020. Nhưng do sự bùng phát mạnh của đại dịch COVID-19, lịch phát hành đã phải dời lại. Đến năm sau, phim chính thức đổi tên thành Rừng thế mạng sau loạt tranh cãi về cái tên gây hiểu lầm trước đó, đồng thời công bố ngày khởi chiếu mới là ngày 21 tháng 4 năm 2021. Tuy nhiên, do đợt bùng phát COVID-19 tiếp theo cùng với sự cạnh tranh từ các bộ phim khác, phim tiếp tục bị dời lịch phát hành sang ngày 11 tháng 6 năm 2021. Cuối cùng, Rừng thế mạng chính thức được khởi chiếu vào ngày 31 tháng 12 cùng năm, với thời lượng 94 phút và được dán nhãn C16 (không dành cho khán giả dưới 16 tuổi).
Được biết, khoảng cách giữa ngày phát hành của bộ phim này và hai phim Việt gần nhất ra rạp trước đó – Thiên thần hộ mệnh và Trạng Tí phiêu lưu ký lên đến tám tháng. Trong thời điểm hai bộ phim này khởi chiếu, đại dịch COVID-19 bùng phát khiến các rạp chiếu phim và hoạt động giải trí phải tạm ngừng. Điều này đồng nghĩa với việc Rừng thế mạng là bộ phim điện ảnh Việt Nam đầu tiên được khởi chiếu sau 8 tháng giãn cách trong năm 2021. Ngoài ra, trong thời gian phim phát hành, nhiều địa phương vẫn chưa mở lại hoạt động chiếu bóng, bao gồm Hà Nội.

## Đón nhận

### Doanh thu
Trong bốn ngày đầu phát hành, Rừng thế mạng đứng thứ hai phòng vé Việt với 8 tỷ đồng, sau bom tấn Spider-Man: No Way Home. Nhà sản xuất Hoàng Quân cho biết hài lòng với kết quả trong bối cảnh nhiều địa phương chưa mở rạp, bao gồm Hà Nội.
Theo trang web theo dõi phòng vé độc lập Box Office Vietnam, phim thu hơn 14 tỷ đồng sau một tháng.

### Đánh giá chuyên môn
Đối với nhà báo Xuân Phúc của Tri thức, anh chấm 7 điểm (trên 10) dành cho phim và đồng thời khen ngợi màn trình diễn của nam chính Huỳnh Thanh Trực, phần hình ảnh và yếu tố tâm linh trong phim. "Yếu tố tâm linh tuy không xuất hiện nhiều nhưng được khai thác một cách tối ưu trong bộ phim, với những vòng luẩn quẩn không hồi đáp. Đặc biệt, phần âm thanh của phim đã thành công khuếch đại tính ma mị, khiến những cú chuyển cảnh, giọng nói càng thêm chân thật", cây bút này viết. Song, anh chê phim vì phim còn nhập nhằng thể loại, chưa đủ chất kinh dị và những màn hù dọa. Phía nhà báo Mi Ly của Tuổi Trẻ khen diễn viên chính, nhất là trường đoạn độc diễn hơn 20 phút khá ám ảnh (khi nhân vật lạc trong rừng), nhưng đánh giá đường dây câu chuyện còn yếu, cách xây dựng tâm lý nhân vật chưa sâu.
Ngoài các nhà báo ra, các độc giả cũng đã nhận xét về phim này. Cụ thể, một độc giả có tên là Tam Kỳ trên VnExpress chấm phim với số điểm là 6.8 (trên 10). Cô đánh giá cao diễn xuất lăn xả của Huỳnh Thanh Trực trong vai chính, đặc biệt ở các phân cảnh diễn tả nỗi đau và tuyệt vọng của nhân vật. Tác giả cũng khen một số diễn viên phụ như Trần Phong, Kiều Trinh, nhưng chê 30 phút đầu phim dông dài vì ôm đồm tình tiết.